# Mitja Petkovšek
Mitja Petkovšek, né le 6 février 1977 à Ljubljana est un gymnaste slovène. Il a été champion du monde et champion d'Europe aux barres parallèles. Il a été élu sportif slovène de l'année 2005.

## Palmarès

### Jeux olympiques
- Pékin 2008
  - 5e aux barres parallèles

### Championnats du monde
- Debrecen 2002
  -  médaille d'argent aux barres parallèles

- Melbourne 2005
  -  médaille d'or aux barres parallèles

- Stuttgart 2007
  -  médaille d'or aux barres parallèles

### Championnats d'Europe
- Saint-Pétersbourg 1998
  -  médaille d'argent aux barres parallèles

- Brême 2000
  -  médaille d'or aux barres parallèles

- Patras 2002
  -  médaille d'argent aux barres parallèles

- Debrecen 2005
  -  médaille de bronze aux barres parallèles

- Volos 2006
  -  médaille d'or aux barres parallèles

- Amsterdam 2007
  -  médaille d'or aux barres parallèles

- Lausanne 2008
  -  médaille d'or aux barres parallèles

- Milan 2009
  -  médaille d'argent aux barres parallèles

- Montpellier 2012
  -  médaille de bronze aux barres parallèles